# FK Oborisjte Panagjoerisjte
FK Oborisjte Panagjoerisjte (Bulgaars: ФК Оборище) is een Bulgaarse betaaldvoetbalclub uit de stad Panagjoerisjte, opgericht in 1925. De club degradeerde in 2018 uit de Bulgaarse tweede klasse.